# Alemanha nos Jogos Olímpicos de Verão de 1932
A Alemanha foi um dos trinta e sete que participaram dos Jogos Olímpicos de Verão de 1932, em Los Angeles, nos Estados Unidos. O país estreou nos Jogos em 1896 e esta foi sua 7ª participação.